# Skelná Huť (Protivanov)

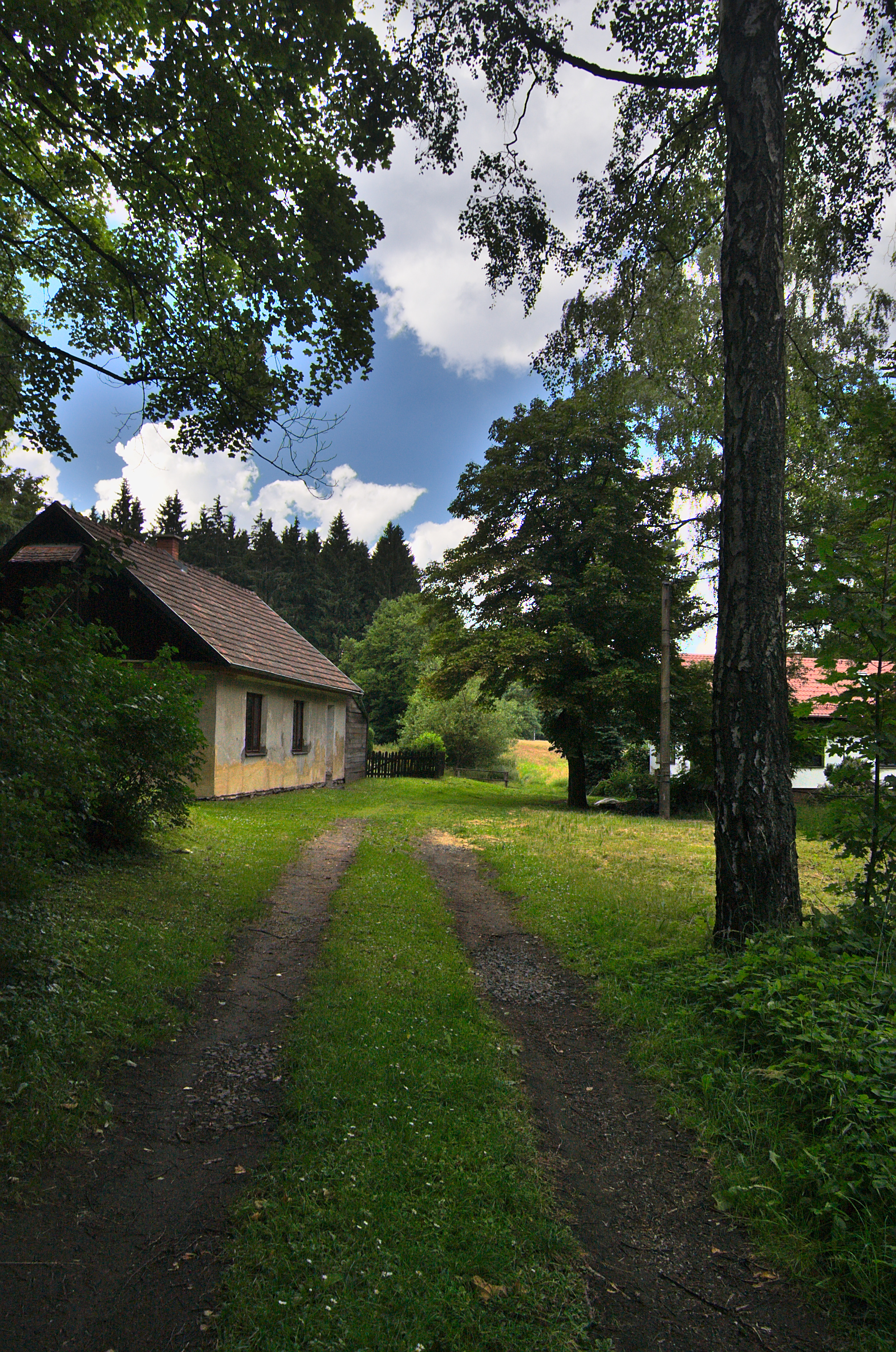
Blick von Norden auf Skelná Huť

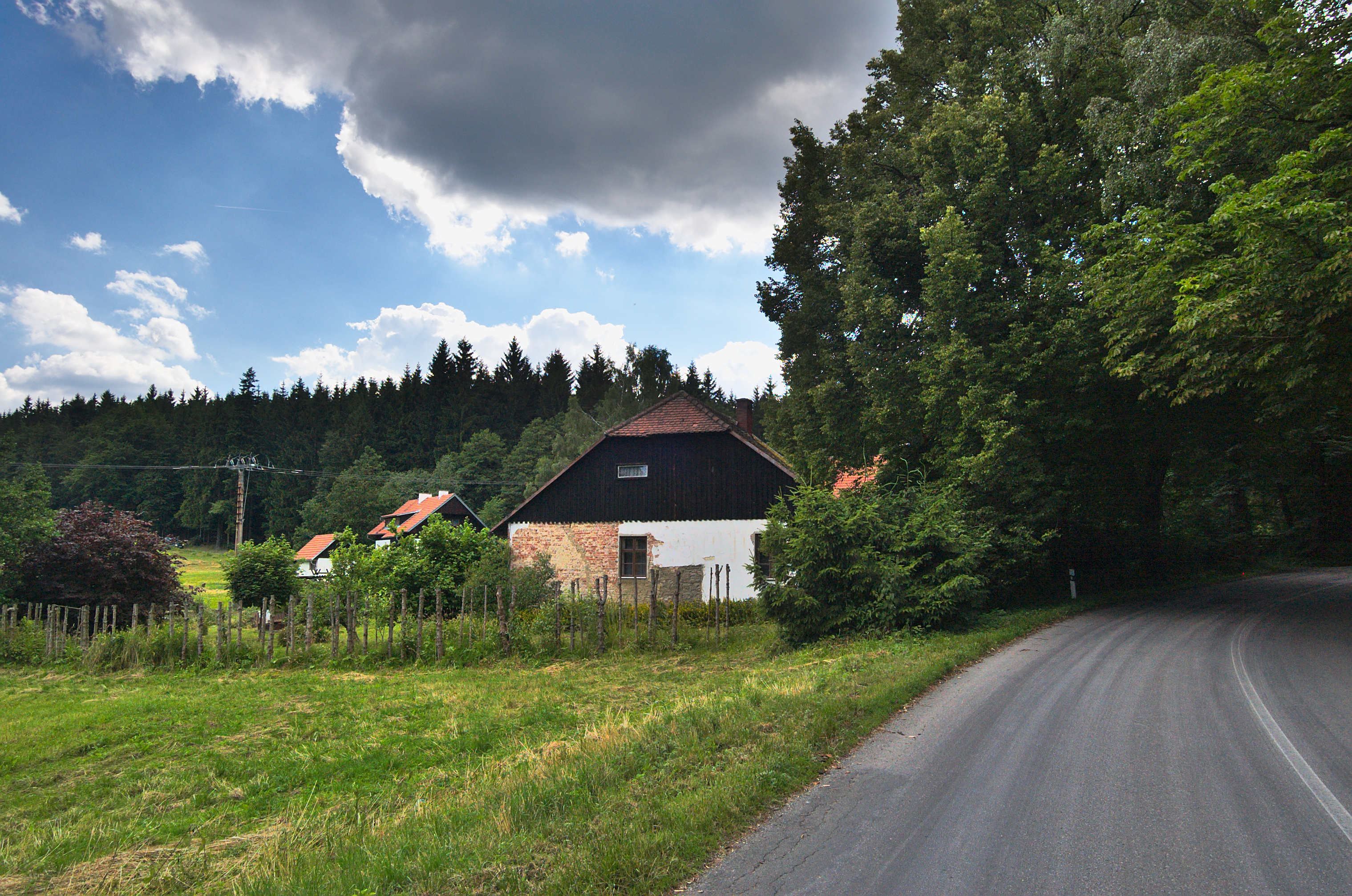
An der Staatsstraße

Skelná Huť (deutsch Glashütte) ist ein Weiler der Minderstadt Protivanov in Tschechien. Er liegt drei Kilometer südwestlich von Protivanov und gehört zum Okres Prostějov.

## Geographie
Skelná Huť befindet sich am Oberlauf des Baches Luha im Drahaner Bergland. Nördlich erheben sich die Tři krátký (672 m n.m.) und die Skály (724 m n.m.), im Südosten der Brd (671 m n.m.), südlich die Havlenka (636 m n.m.), im Südwesten die Horní obora (694 m n.m.), westlich der Spodní Brody (675 m n.m.) und im Nordwesten der Horní Brody (681 m n.m.). Durch den Ort führt die Staatsstraße II/150 zwischen Boskovice und Prostějov. Gegen Südwesten erstreckt sich das Damwildgehege Oborský dvůr.
Nachbarorte sind Pavlov im Norden, Buková und Protivanov im Nordosten, Repechy im Osten, Bousín und Niva im Südosten, Molenburk und Obora im Süden, U Dvorku und Ludíkov im Südwesten, Žďárná im Westen sowie Suchý und Benešov im Nordwesten.

## Geschichte
In der zweiten Hälfte des 16. Jahrhunderts ließen die Herren von Zástřizl in der Gegend des zur Burg Boskowitz gehörigen öden Dorfes Hošperk einen herrschaftlichen Tiergarten anlegen. Am nördlichen Ende der Wüstung entstand im 17. Jahrhundert das Jagdschloss Hirschberg (Hiršperk), das die Grafen von Dietrichstein in der ersten Hälfte des 18. Jahrhunderts zum Meierhof Thiergartenhof (Oborský dvůr) umgestalten ließen.
Nördlich des Hofes wurde zu einem unbekannten Zeitpunkt eine Glashütte angelegt. Erstmals urkundlich erwähnt wurde die Glashütte im Thiergarten 1743 im Zusammenhang mit dem Glasmachermeister Johann Schiller. Unterhalb der Hütte bestand die Glasmacherkolonie Skelná huť, in der nach den 1748 neu angelegten Kirchenbüchern von Žďárná 57 Personen lebten. Um 1762 wurde die Glashütte stillgelegt. Später erfolgte die Wiederaufnahme des Betriebs.
Im Jahre 1834 bestand die im Brünner Kreis gelegene und nach Protiwanow konskribierte Siedlung Glashütte aus einigen Häusern sowie der herrschaftlichen Glashütte mit einem Ofen und drei Kesseln. Die 18 Arbeiter erzeugten jährlich ca. 4100 Stück Gläser verschiedener Art und Tafelglas, die Einrichtung einer Spiegelfabrik war vorgesehen. Pfarr- und Schulort war Protiwanow. 1843 umfasste die Produktpalette der Glashütte weißes und farbiges Hohlglas, Flaschen, Trinkgläser, Lampen, Pokale und medizinisches Glas sowie geschliffene, geritzte und bemalte Glaswaren. Bis zur Mitte des 19. Jahrhunderts blieb Glashütte der Allodialherrschaft Boskowitz untertänig.
Nach der Aufhebung der Patrimonialherrschaften bildete Skelná Huť / Glashütte ab 1850 eine Ansiedlung der Gemeinde Protivanov im Gerichtsbezirk Boskowitz. Der Boskowitzer Großgrundbesitz ging 1856 an die Freiherren von Mensdorff-Pouilly über. Ab 1869 gehörte Skelná Huť zum Bezirk Boskowitz. Die an der Nordseite der Boskowitzer Straße gestandene Glashütte brannte 1912 ab und wurde nicht wieder aufgebaut. Nach dem Ersten Weltkrieg zerfiel der Vielvölkerstaat Österreich-Ungarn, die Siedlung wurde 1918 Teil der neu gebildeten Tschechoslowakischen Republik. Beim Zensus von 1921 bestand Sklená Huť aus der Kolonie, einem Hegerhaus und einem Jägerhaus. Im Zuge der Gebietsreform von 1960 wurde der Okres Boskovice aufgehoben und Skelná Huť dem Okres Prostějov zugeordnet. Zwischen 1961 und 1982 wurde Skelná Huť als Ortsteil von Protivanov geführt.

## Sehenswürdigkeiten
- Grundmauern der Glashütte
- Gusseisernes Kreuz an der Straße nach Protivanov
- Naturreservat Skelná huť, Feuchtwiesen im Luhatal ober- und unterhalb von Skelná Huť